# 신도 (장봉리)
신도(新島)는 인천광역시 옹진군 북도면에 속한 섬으로 장봉리에서 서쪽 해안으로 약 20.5 km 떨어져 있다. 1988년 8월 23일 옹진 신도 노랑부리백로와 괭이갈매기 번식지라는 이름으로 대한민국의 천연기념물 제360호로, 2000년 9월 5일 특정도서 제10호로 지정되었다.

## 개요
노랑부리백로는 동부아시아의 온대, 우수리, 만주, 중국 동부, 한국 등지에서 주로 번식하는 희귀한 여름 철새로 전세계 노랑부리백로의 대부분이 대한민국에서 번식하며 살고 있다. 암수 모두 몸 전체가 흰색이고, 눈 앞의 튀어나온 피부는 녹색이며, 부리와 발가락은 노란색이다. 뒷머리의 장식깃이 특징이며, 주로 어류, 갑각류 등을 잡아먹는다.
괭이갈매기는 한국, 일본, 연해주 남부, 중국 연안 등지에서 번식하는 흔한 텃새로 대한민국 전 해안과 섬에서 서식한다. 암수 모두 부리와 다리는 노란색이며, 부리 끝에 붉은색과 검은띠가 있다. 등·날개는 어두운 회색으로 끝부분이 검고, 그 밖엔 흰색이며 꼬리 끝에는 검은선이 있다. 어류, 양서류, 곤충류, 음식물이나 생선찌꺼기 등을 주로 먹는다.
신도 노랑부리백로 및 괭이갈매기 번식지는 인천광역시 옹진군 장봉리에서 서쪽 해안으로 약 20.5km 떨어진 거리에 있는 작은 바위섬이다. 노랑부리백로는 섬의 남북 경사진 면에서 정상까지 약 200m 범위에서 집중적으로 번식한다. 둥지는 주로 마른 비쑥으로 엮어 엉성하게 만들며, 대개 3개의 알을 낳지만 간혹 5개도 낳는다. 괭이갈매기는 대부분 섬의 비탈진 곳이나 절벽의 바위에서 번식하며 일부 무리는 정상주변에서 노랑부리백로와 함께 번식한다. 둥지는 암초 또는 나무나 풀이 드문드문 자라는 곳에 만든다.
신도 노랑부리백로 및 괭이갈매기 번식지는 멸종위기에 있는 진귀한 여름철새인 노랑부리백로가 번식하는 장소이며, 대한민국 최대의 괭이갈매기 번식지 중의 하나이므로 천연기념물로 지정·보호하고 있다.
현재 옹진신도는 노랑부리백로 등 번식지 보호를 위해 공개제한지역으로 지정되어 있어 관리 및 학술 목적 등으로 출입하고자 할때에는 문화재청장의 허가를 받아 출입할 수 있다.

## 행위제한
특정도서안에서는 「대한민국 독도 등 도서지역의 생태계보전에 관한 특별법」 제8조에 의거 누구든지 다음 각호의 1에 해당하는 행위를 하거나 허가를 하여서는 아니된다.
- 건축물·공작물의 신축·개축·증축
- 개간·매립·준설 또는 간척
- 택지의 조성·토지의 형질변경·토지의 분할
- 공유수면의 매립
- 입목·죽의 벌채 또는 훼손
- 도로의 신설
- 흙·모래·자갈·돌의 채취, 광물의 채굴, 지하수의 개발
- 가축의 방목, 야생동물의 포획·살생 또는 그 알의 채취, 야생식물의 채취
- 특정도서에 서식하거나 도래하는 야생 동·식물 또는 특정도서 안에 존재하는 자연적 생성물을 그 섬 밖으로 반출하는 행위
- 특정도서 안으로 생태계 위해 외래 동·식물을 반입하는 행위
- 폐기물을 매립 또는 투기하는 행위
- 인화물질을 이용하여 음식물을 짓거나 야영을 하는 행위
- 지질·지형·자연적 생성물의 형상손괴 기타 이와 유사한 행위

## 같이 보기
- 노랑부리백로 - 천연기념물 제361호
- 괭이갈매기 - 대한민국의 포획·채취 등의 금지 야생생물

## 참고 자료
- 옹진 신도 노랑부리백로와 괭이갈매기 번식지 - 국가유산청 국가유산포털